# Odorvár
Odorvár (vagy Ódorvár) elpusztult vár az Egri-Bükkalja területén. Cserépfalutól körülbelül öt kilométerre északnyugat felé fekszik, a Suba-lyuk nevű barlang közelében.

## Elhelyezkedése
Odorvár a Bükki Nemzeti Park területén, a Hór-völgyében, a 660 méter magas Várhegy egy meredek, kiálló hegyormán, 594 méter magasságban fekszik. Észak felé a Bükk-fennsík ennél magasabb csúcsai megnehezítik a kilátást, ám a völgyben futó út innen kiválóan ellenőrizhető. Közelében számos barlang található, melyek közül legismertebb a déli oldalon fekvő Hajnóczy-barlang, illetve az Odorvári-barlang, más néven Odorvári-cseppkőbarlang (melyben már nincsenek cseppkövek). Az "odor" szó jelentése (odorjas, barlangos terület) is ezekre utal. A vár közelében kiépített tűzrakóhely, esőbeálló és információs tábla található.

## Története
A várról kevés információ maradt fenn. Építésének körülményeit és idejét nem ismerjük. Egyes elképzelések szerint már a kő-, majd vaskorban is lakott volt a terület, melynek bizonyítékai a várfalak alatti sáncmaradványok.
A várat valószínűleg a tatárjárás után építették erődített vadászkastélyként, majd a közeli Cserépvár pusztulása után vette át annak szerepét. Mások szerint csak a 15. században épült itt erősség. Kedvező fekvésének köszönhetően csekély katonai erővel is el tudta látni feladatát, a Hór-völgy védelmét. A 14. században több tulajdonosa is volt, közöttük az egri püspökkel. 1351-ből származik egyetlen okleveles említése is, melyben Kotromanić Erzsébet királyné megtiltotta Peskó ódori kapitánynak, hogy Cserépfalun és Bogácson dézsmát szedjen és lakóit "háborgassa". A 15. században Jan Giskra vezetésével husziták (zsebrákok – csehül: koldusok) foglalták el, majd innen irányították a környék falvaiba intézett portyáikat. 1472-ben Mátyás király fekete seregének élén Magyar Balázs űzte ki őket és rombolta le a várat, mely ezután már nem épült fel, katonai szerepe később nem volt, bár Eger eleste után a törökök valószínűleg megszerezték.

## Feltárása
A romokat régészeti kutatás máig nem tárta fel, ásatások hiányában pedig pontosabb története nem tisztázható.

## Leírása
A vár területe viszonylag kicsi, kb. 30x50 m, alakja nyújtott L betűre hasonlít. Egykori kinézetét ma már nagyon nehéz rekonstruálni. Bástyái és várárka valószínűleg nem volt, sáncainak nyomai épphogy felismerhetőek. Ezek a lankásabb északi és nyugati oldal felől voltak szélesebbek és mélyebbek. Észak felé nyílott kapuja, dél felé pedig egy megfigyelőtornyot építettek.
A falak alapzata mindössze 60–120 cm széles volt, valószínűleg csak alsó részük készült kőből, a vár többi részét palánk alkotta. Falmaradványainak egy része az 1950-es években omlott le. Épületmaradványok nem találhatóak, bár valószínűleg a lakó- és megfigyelőtornyok is kőből épültek.